# Arvo Aaltonen
Pour les articles homonymes, voir Aaltonen.
Arvo Aaltonen, né le 2 décembre 1889 à Pori et mort le 17 juin 1949 dans la même ville, est un nageur finlandais, spécialiste des courses de brasse.

## Carrière
Arvo Aaltonen fait partie de la délégation finlandaise, présente aux Jeux olympiques de 1912, aux Jeux olympiques de 1920 et aux Jeux olympiques de 1924 ; il remporte deux médailles de bronze en 1920 à Anvers, sur 200 et 400 mètres brasse.